# Unibus (motorfiets)
Unibus is een historisch merk van de Britse Gloucestershire Aircraft Company uit Cheltenham, die onder dit merk in de jaren 1920-1922 door Boultbee ontwikkelde scooters op de markt bracht.
Het eerste model was nog vrij simpel. Het had een plaatframe en een 200 cc Precision-viertaktmotor. Toch had deze machine al een ruit voor de bestuurder. De tweede uitvoering bestond vrijwel geheel uit duraluminium en had dezelfde motor. Het laatste model had een staande eencilinder-tweetaktmotor.